# Port lotniczy Ałmaty
Port lotniczy Ałmaty – międzynarodowy port lotniczy położony 18 km na północny wschód od centrum Ałmaty. Jest największym portem lotniczym w Kazachstanie.

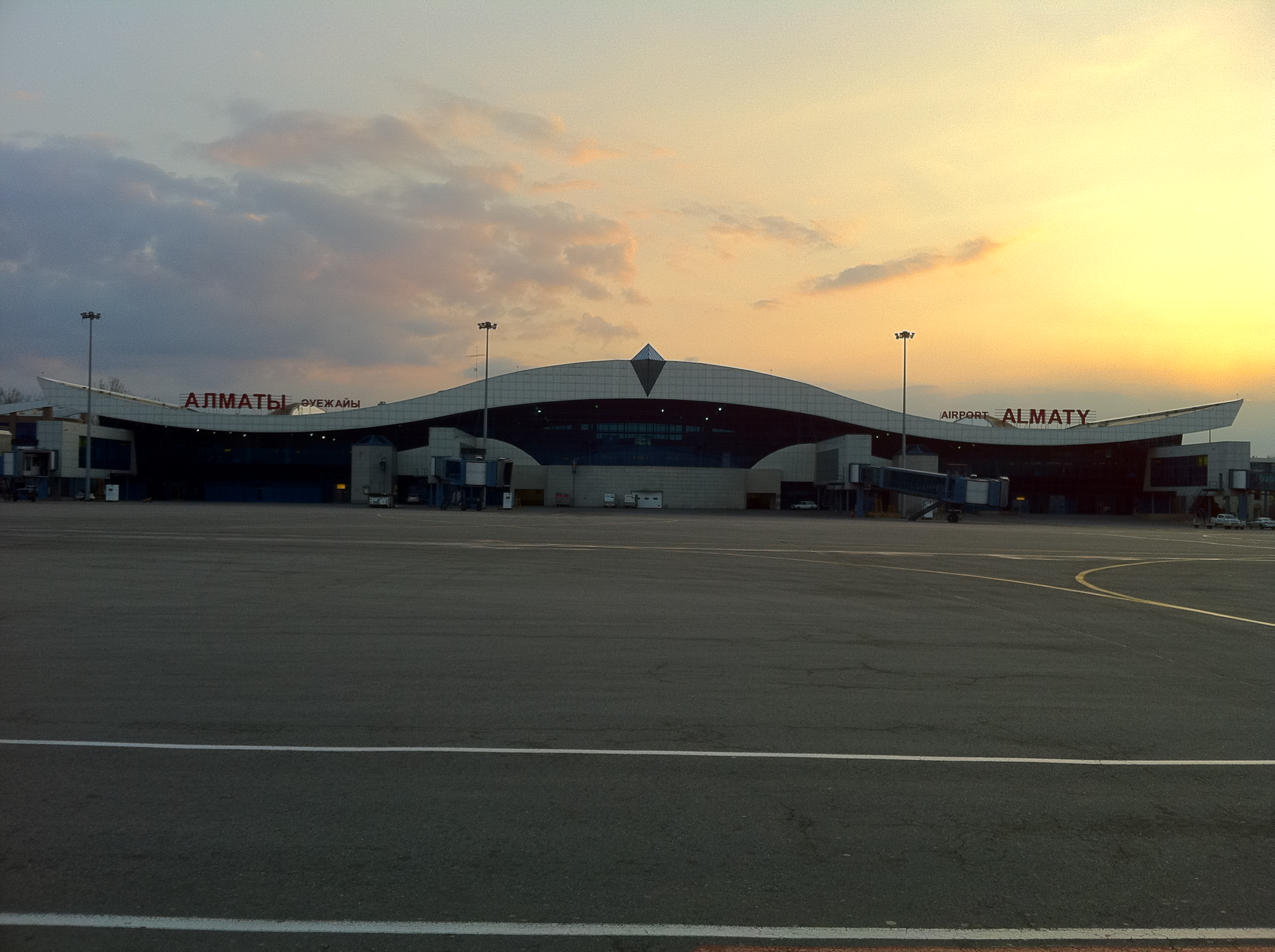
Port lotniczy Ałmaty (2011)

## Linie lotnicze i połączenia
| Linia lotnicza          | kierunek |
| ----------------------- | --- |
| Aerofłot                | 1. Moskwa-Szeremietiewo |
| Air Arabia              | 1. Szardża |
| Air Astana              | 1. Antalya 2. Aktau 3. Aktobe 4. Astana 5. Atyrau 6. Baku 7. Bangkok-Suvarnabhumi 8. Pekin 9. Biszkek 10. Delhi 11. Dubaj 12. Duszanbe 13. Stambuł 14. Dżudda 15. Londyn-Heathrow 16. Male 17. Orał 18. Ust-Kamienogorsk 19. Phuket 20. Kyzyłorda 21. Seul-Inczon 22. Szymkent 23. Taszkent 24. Tel Awiw 25. Tbilisi Sezonowo: 1. Bodrum 2. Heraklion 3. Podgorica Sezonowe czartery: 1. Hambantota–Mattala 2. Szarm el-Szejk |
| Air Seychelles          | Sezonowo: 1. Mahé |
| Air Baltic              | Sezonowo: 1. Ryga |
| AnadoluJet              | 1. Ankara |
| Asiana Airlines         | 1. Seul-Inczon |
| Azerbaijan Airlines     | 1. Baku |
| AZIMUT                  | 1. Soczi (od 1 listopada 2023) |
| Belavia                 | 1. Mińsk |
| China Southern Airlines | 1. Urumczi 2. Xi’an |
| FlyArystan              | 1. Aktau 2. Aktobe 3. Astana 4. Atyrau 5. Delhi 6. Doha 7. Kutaisi 8. Mumbaj (od 23 listopada 2023) 9. Omsk 10. Orał Ak Żoł 11. Pawłodar 12. Pietropawłowsk 13. Karaganda 14. Kustanaj 15. Semej 16. Szymkent 17. Taraz 18. Turkiestan 19. Erywań |
| Flydubai                | 1. Dubaj |
| Flynas                  | 1. Dżudda |
| Hunnu Air               | 1. Ułan Bator |
| IndiGo Airlines         | 1. Delhi |
| Jazeera Airways         | 1. Kuwejt |
| Kish Air                | 1. Teheran-Imam Khomeini |
| Loong Air               | 1. Hangzhou |
| Lufthansa               | 1. Frankfurt |
| Neos                    | 1. Mediolan-Malpensa |
| Nordwind Airlines       | 1. Królewiec 2. Samara |
| Pegasus Airlines        | 1. Ankara 2. Antalya 3. Stambuł-Sabiha Gökçen |
| Qatar Airways           | 1. Doha |
| Qazaq Air               | 1. Astana 2. Biszkek 3. Kokczetaw 4. Szymkent 5. Taraz |
| Red Wings Airlines      | 1. Jekaterynburg 2. Machaczkała 3. Moskwa-Żukowskij |
| Rossija                 | 1. Soczi |
| SalamAir                | Sezonowo: 1. Maskat |
| SCAT Airlines           | 1. Aktau 2. Aktobe 3. Astana 4. Atyrau 5. Bałchasz 6. Haikou 7. Dżudda 8. Żezkazgan 9. Lahaur 10. Medyna 11. Mineralne Wody 12. Moskwa-Szeremietiewo 13. Orał Ak Żoł 14. Ust-Kamienogorsk 15. Pietropawłowsk 16. Karaganda 17. Kustanaj 18. Kyzyłorda 19. Ras al-Chajma 20. Sanya 21. Semej 22. Szymkent 23. Taraz Sezonowo: 1. Antalya 2. Phú Quốc Sezonowe czartery: 1. Goa 2. Hambantota–Mattala                           |
| Somon Air               | 1. Duszanbe |
| Sunday Airlines         | Sezonowe czartery: 1. Antalya 2. Male 3. Nha Trang 4. Szarm el-Szejk |
| Turkish Airlines        | 1. Stambuł |
| Turkmenistan Airlines   | 1. Aszchabad |
| UTair                   | 1. Tiumeń |
| Uzbekistan Airways      | 1. Taszkent |
| VietJet Air             | 1. Nha Trang |
| Wizz Air                | 1. Abu Zabi |

### Cargo
| Linia lotnicza         | kierunek                                                                                        |
| ---------------------- | ----------------------------------------------------------------------------------------------- |
| Aerotranscargo         | 1. Hongkong 2. Kuala Lumpur                                                                     |
| Cargolux               | 1. Luksemburg                                                                                   |
| Cargolux Italia        | 1. Mediolan-Malpensa                                                                            |
| Qatar Airways Cargo    | 1. Doha 2. Hongkong                                                                             |
| Silk Way West Airlines | 1. Baku                                                                                         |
| Turkish Airlines Cargo | 1. Astana 2. Biszkek 3. Guangzhou 4. Stambuł 5. Seul-Inczon 6. Szanghaj-Pudong 7. Tajpej-Taiwan |
| UPS Airlines           | 1. Kolonia/Bonn 2. Seul-Inczon 3. Szanghaj-Pudong                                               |